# Vereinigung für Artenschutz, Vogelhaltung und Vogelzucht (AZ)
Die Vereinigung für Artenschutz, Vogelhaltung und Vogelzucht (AZ) e. V., kurz AZ, ist eine Vereinigung von deutschen Vogelzüchtern mit Sitz in Zwickau.
Der Verein wurde als „Austauschzentrale der Exotenliebhaber und Züchter. Liebhabervereinigung zur Pflege und Zucht fremdländischer Sing- und Ziervögel“ im Jahre 1920 gegründet und hat aktuell um die 13.500 Mitglieder (Stand 2023). Zweck der AZ ist „die Pflege und Förderung des Vogelschutzes, der Vogelzucht, der Erhaltung bedrohter Arten und die Unterstützung wissenschaftlicher Institutionen.“
Sie besteht ausschließlich aus Einzelmitgliedern. Diese haben sich zu einem großen Teil in über 350 Ortsgruppen – über die Bundesrepublik Deutschland verteilt – zusammengeschlossen.
Im Verein zusammengefasst sind Züchter von exotischen und einheimischen Vögeln. Der Verein hat ein eigenes Mitteilungsblatt, die sogenannte „AZ-Vogelinfo“, in dem Fachartikel, Zuchtberichte und Vereinsmeldungen veröffentlicht werden, die mit ihren Vorgänger-Magazinen eine über 100-jährige Geschichte aufweist (siehe AZ-Vogelinfo).
Die AZ gibt ihren Mitgliedern jährlich Fußringe aus, die bei der Nachzucht zu verwenden sind und als amtlich gelten.

## Geschichte
Der Verein hat in seiner über 100-jährigen Geschichte seit Gründung im Jahre 1920 bisher vier verschiedene Namen getragen.

### Weimarer Republik
Die AZ wurde am 5. August 1920 von 37 Personen unter dem Namen „Austauschzentrale der Exotenliebhaber und Züchter. Liebhabervereinigung zur Pflege und Zucht fremdländischer Sing- und Ziervögel.“ gegründet.
Der erste Geschäftsführer wurde Albert Krabbe aus Anklam. Zur Anfangszeit hatte der Verein keinen festen Vorstand, sondern bestand lediglich aus dem Geschäftsführer und sieben Personen für verschiedene Landesteile der Weimarer Republik. Erst 1927 begann die öffentliche Wahrnehmung der umgangssprachlich genannten „Krabbe AZ“. Generalkonsul Carl Hubert Cremer aus Bremen übernahm den Vorsitz (1927–1930) und wurde zum Mäzen der AZ. Die Mitglieder wurden bis 1927 über die Gefiederte Welt informiert, sowie das bis dahin einmal jährlich erscheinende Jahrbuch. Dieses Jahrbuch wurde 1927 durch Cremer abgelöst und durch 4 Jahreshefte mit dem Titel: “Vögel ferner Länder” ersetzt. Zum Herausgeber und Schriftleiter wurde Hans Julius Duncker aus Ballenstedt bestellt. Dieser wurde beauftragt, nicht nur eine Zeitschrift mit Informationswert für den Vogelzüchter herauszugeben, sondern in erster Linie seine Forschung über die Vererbung der Farben, insbesondere des Wellensittichs und des Kanarienvogels zu veröffentlichen.

### Deutsches Reich
Mit der Gleichschaltung der Vereine im Deutschen Reich erfolgte am 1. April 1934 die Umbenennung, bzw. Überführung des Vereins in den nationalsozialistischen Reichsverband der Exotenliebhaber und die privaten Halter wurden gedrängt, sich in ihm zusammenzuschließen, genauso, wie es auch von allen anderen Interessensgruppen gefordert wurde. 1936 entstand der „Reichsverband deutscher Vogelpfleger und –züchter“ mit Sitz in Berlin als Dachverband.
Ab Oktober 1937 wurden Vereine zu „Ortsgruppen“, Vorsitzende zu „Ortsgruppenleitern“, später zu Vereinsführern, ab Januar 1938 zu „Abteilungsleitern“ ernannt. Durch den Zweiten Weltkrieg kam die Vogelhaltung und Vereinsorganisation fast vollständig zum Erliegen. Im Jahre 1945 wurden alle Vereine durch die Besatzungs-Behörden aufgelöst.

### Nachkriegszeit
Nachdem die Besatzungs-Behörden wieder Vereinsbildungen zugelassen hatten, gründete Leopold Keidel im Jahre 1948 die „Austauschzentrale der Exotenliebhaber und –züchter (AZ)“ wieder, die bereits von 1920 bis 1935 existiert hatte. Diese ist als direkter Nachfolger des Vereins zu verstehen und ernannte Albert Krabbe zum ersten Ehrenmitglied in der Nachkriegsgründung.

### AZ-Präsidenten
Neben den Gründer Albert Krabbe, der das Amt von 1920 bis 1927 innehatte, gab es folgende zehn Präsidenten:
- 1927–1930 = Carl Hubert Cremer
- 1930–1933 = Robert Aumüller
- 1949–1974 = Leopold Keidel
- 1974–1983 = Joachim Schwarzberg
- 1983–1998 = Karl-Heinz Spitzer
- 1998–2006 = Theo Pagel jun.
- 2006–2012 = Theo Vins
- 2012–2014 = Wolfgang Ohde (kommissarisch)
- 2012–2020 = Karl-Friedrich Scharrelmann
- seit 2020 = Jörg Ehlenbröker

## Struktur und Zahlen

### Mitgliederentwicklung

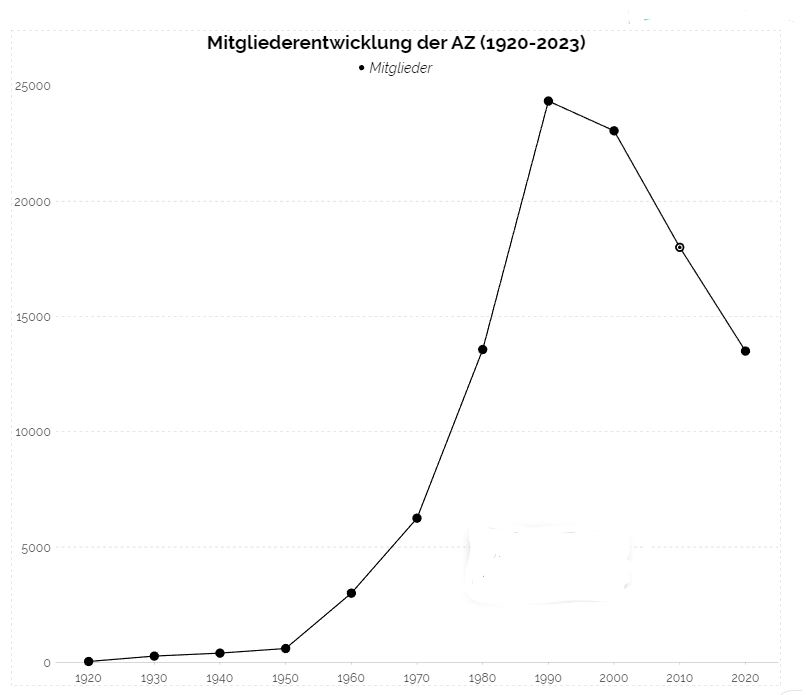
Die Mitgliederentwicklung des Vereins seit 1920.

In den 1970er bis späten 90er Jahren des letzten Jahrhunderts erfuhr die AZ einen starken Mitgliederzuwachs, so dass sich die Mitgliederzahl in etwa verzehnfachte. Als Gründe dafür gelten die gewachsene Beliebtheit der exotischen Vogelhaltung, welche auch in Jugendmagazinen wie der Jugendzeitschrift Micky Maus thematisiert wurde und durch verstärkte Werbemaßnahmen von Marken wie beispielsweise dem Vogelfutterhersteller Trill durch Fernsehwerbung in den 1980er Jahren ihren Höhepunkt fand. Die interne Stiftung des Consul-Cremer-Preises initiiert durch Leopold Kreidel, sowie die aktiven Förderung der Mitgliederwerbung trugen zur positiven Mitgliederentwicklung bei.
Die deutsche Wiedervereinigung im Jahre 1990 brachte keine nennenswerten Zuwächse und durch die nicht geglückte Fusion mit der vor der Teilung angehörigen Vereinigung für Zucht und Erhaltung einheimischer und fremdländischer Vögel entstand ein bundesweiter Mitbewerber mit ähnlichen Vereinszielen.
Den aktuellen Höhepunkt der Mitgliederzahlen erfuhr der Verein im Jahre 1990 mit 24344 Mitgliedern. Die Mitgliederzahlen werden seit 1990 nur noch sporadisch in der Chronik der AZ veröffentlicht und wurden letztmals im Jahre 2005 mit 23053 Mitgliedern beziffert. Seitdem wurden Mitgliederzahlen lediglich auf den Mitgliederversammlungen und in den AZ-Nachrichten, bzw. seit 2009 in der AZ-Vogelinfo bekannt gegeben. Ein Grund für die rückläufigen Mitgliederzahlen ist die Überalterung der Mitglieder, erschwerte gesetzliche Bedingungen für die Erhaltungszucht und ein rückläufiges Interesse in der Haustierhaltung.
Aktuell (2023) weist der Verein eine Mitgliederzahl von 13.500 Mitgliedern auf ihrer Startseite aus.

JavaScript muss aktiv sein um diese Spalten alphabetisch sortieren zu können.
| Jahr | Mitglieder |
| ---- | ---------- |
| 1920 | 37         |
| 1922 | 160        |
| 1926 | 346        |
| 1928 | 271        |
| 1954 | 600        |
| 1955 | 1000       |
| 1956 | 1217       |
| 1959 | 2023       |
| 1963 | 3000       |
| 1968 | 5178       |
| 1970 | 6252       |
| 1972 | 8479       |
| 1974 | 8605       |
| 1976 | 9276       |
| 1978 | 11647      |
| 1980 | 13565      |
| 1982 | 15251      |
| 1984 | 17349      |
| 1986 | 20411      |
| 1988 | 23160      |
| 1990 | 24344      |
| 2005 | 23053      |
| 2023 | 13500      |
| Jahr | Mitglieder |

## Organisation

### Die Arbeitsgemeinschaften
Aufgrund der Vielzahl von Vogelarten und Zuchtrichtungen gibt es fünf Arbeitsgemeinschaften, die sich speziell mit bestimmten Vogelarten befassen. Es sind dies:
- AZ-DWV Deutscher Wellensittichzüchter-Verein
- AZ-AGZ Arbeitsgemeinschaft der Züchter von Großsittich- und Papageienarten
- AZ-AEZ Arbeitsgemeinschaft der Liebhaber exotischer Körner- und Weichfresser
- AZ-AFZ Arbeitsgemeinschaft für Farben- und Gestaltskanarien
- AZ-AEV Arbeitsgemeinschaft für Europäische Vögel und Cardueliden

Für die Leitung der einzelnen Arbeitsgemeinschaften stehen je ein Obmann sowie zwei Stellvertreter – welche Mitglieder des AZ-Vorstandes sind – zur Verfügung. Auf Landesebene werden die einzelnen Arbeitsgemeinschaften von durch die Mitglieder der Landesgruppe gewählten Delegierten vertreten.
Der Obmann und seine Stellvertreter sowie die Gremiumsdelegierten der einzelnen Landesgruppen sind gerne bereit, Fachfragen aller Art zu beantworten. Innerhalb der einzelnen Arbeitsgemeinschaften gibt es spezielle Interessengemeinschaften, deren Aufgabe darin besteht, die Zucht bestimmter Vogelarten/Zuchtformen zu fördern.

### Arterhaltung durch Zucht
War die Haltung und Zucht von Tieren, speziell Vögeln früher in erster Linie Selbstzweck zur eigenen Erbauung, so tritt mit zunehmender Umweltzerstörung der Aspekt „Arterhaltung durch Zucht“ bei den nicht domestizierten Vögeln immer mehr in den Vordergrund. Hierzu tragen die Mitglieder der Vereinigung für Artenschutz, Vogelhaltung und Vogelzucht (AZ) e. V. auf zweierlei Weise bei. Zum einen decken sie den nicht zu bestreitenden Bedarf an Wildvogelarten durch Nachzuchten und zum anderen beteiligen sich immer mehr auch an sog. Erhaltungszuchtprogrammen für besonders bedrohte Vogelarten. Hierbei unterstützen wir die europäischen Zoologischen Gärten bei ihrer Arbeit in den sog. Europäischen Erhaltungszuchtprogrammen (EEP).
Zwei davon, nämlich das EEP für den Balistar (Leucopsar rothschildi) und für die Socorrotaube (Zenaida graysoni) wurden von der AZ initiiert. Es ist bereits gelungen, Vogelarten durch Zucht in menschlicher Obhut zu erhalten.

### Artenschutz- und Zucht-Fonds (AZF)
Um die Ziele der Arterhaltung nicht nur durch Zucht zu fördern hat die AZ einen eigenen Fonds, den Artenschutz- und Zuchtfonds (AZF), gegründet.
Es werden hieraus die folgenden Maßnahmen gefördert:
- Erhaltungszuchtprogramme und ähnliche Projekte
- Programme und wissenschaftliche Forschungsarbeiten über spezielle Vogelarten, (Ethologie etc.) und deren Lebensräume
- Schutz der Lebensräume
- Auswilderungsprojekte

Beispiele von geförderten Projekten sind u. a. Zuchtvolieren für bedrohte Vogelarten in Zoo Wuppertal, in Kambodscha im Zuchtzentrum der ACCB und das Projekt zum Schutz des Orangehaubenkakadu über die Zoologische Gesellschaft für Arten- und Populationsschutz. Finanziert wird der Fonds unter anderem von einem Anteil der Mitgliedsbeiträge und Spenden. Über die Vergabe der Gelder entscheidet der Vorstand unter der Einbeziehung des wissenschaftlichen Beirates. Derzeit sind die folgenden Personen im Beirat: Prof. Franz Bairlein, Peter Berthold, Marcellus Bürkle, Norbert Kamphues, Michael Lierz, Claudia Mettke-Hofmann, Theo Pagel und René Wüst.
Die AZ ist Mitglied in der Zoologischen Gesellschaft für Arten- und Populationsschutz (ZGAP).

### AZ Vogelinfo (AZV)
Die AZ-Vogelinfo (AZV) ist ein monatlich erscheinendes Mitteilungsblatt für die Mitglieder der AZ mit einer über 100-jährigen Geschichte. Der Name veränderte sich mehrfach und hat in seiner jetzigen Form seit 2009 bestand.
In den Gründerjahren von 1920 bis 1927 nutzte die AZ die Fachzeitschrift Gefiederte Welt für ihre Mitteilungen. Das erste eigene Vereins-Organ hieß Vögel ferner Länder, welche von den Jahren 1927 bis 1935 das erste eigene Mitteilungsblatt bis zur Auflösung durch die Gleichschaltung der AZ wurde. Erst als im Jahre 1948 die Gefiederte Welt von Joachim Steinbacher neu gegründet wurde, brachte auch die AZ dort ihre Mitteilungen im Abziehverfahren heraus und das eigene Jahrbuch wurde wieder ins Leben gerufen. Es dauerte bis zum Jahre 1954, dann erst war der Verein wieder finanziell in der Lage, eine eigene Mitgliedszeitschrift im Druck herauszugeben. Am 1. Januar 1954 erschien das erste Heft mit 8 Seiten, davon 3 Seiten Kauf- und Tauschlisten.
Zur Jahrtausendwende veränderte sich das Format der AZ-Nachrichten vom A5-, wieder auf das A4-Format. In der letzten Ausgabe des Jahres 1999 betonte der damalige AZ-Präsident Theo Pagel, damit wieder zu den Ursprüngen der „Vögel ferner Länder“ zurückzukehren. Im Vorwort der Januarausgabe 2000 begründete Pagel die Entscheidung ebenfalls damit, dass dies eine von mehreren gewünschten Veränderungen aus einer Mitgliederbefragung unter dem Motto „Was erwarten Sie von der AZ?“ ergeben hätte. Ebenfalls sei der Verein durch die kostenlosen Vogel-Anzeigen an eine „Seitendimension vorgedrungen, die im alten Format der AZ-Nachrichten nicht mehr zu bewältigen war“. Die Covergestaltung änderte sich in der Hinsicht kaum, da die gewohnte grüne Vereins-Farbe gewählt wurde, in der jeden Monat ein Foto verschiedener Vogelarten eingebettet wurde. Mit der Januarausgabe 2004 lösten sich nach fünfzig Jahren die AZ-Nachrichten gänzlich von dem bisherigen grünen Corporate Design und seither ziert das gesamte Cover jeden Monat eine andere Vogelart als Vollbild.
Im Jahr 2009 wurde nach 55 Jahren erstmals mit dem Namen der AZ Nachrichten experimentiert. In der Januar- und Februarausgabe 2009 hieß die Zeitschrift „Vögel ferner und europäischer Länder“. Begründet wurde die Namensänderung vom damaligen AZ-Präsidenten Theo Vins damit, dass der ab 1954 gewählte Name vor allem dadurch begründet war, dass überwiegend Vereinsmitteilungen und Kauf- und Tauschlisten in den vergangenen Jahrzehnten ausgetauscht worden wären. Dies hätte sich geändert und der überwiegende Anteil seien nun Fachbeiträge rund um die Vogelzucht, sowie über Freilandbeobachtungen, Reiseberichte und Artenschutzprojekte. Deshalb wurde der Name Vögel ferner und europäischer Länder gewählt, der damit in Tradition der Vorkriegs-Zeitschrift steht und lediglich um zwei Wörter ergänzt werden würde. Die Abkürzung AZN hatte weiterhin in diesem Zeitraum der Wechselphase bestand.
Bereits in der Märzausgabe 2009 bekam die Zeitschrift den Namen „AZ-Vogelinfo - aus fernen und europäischen Ländern“. Im Vorwort der Märzausgabe drückte Vins sein bedauern aus, dass der Name geändert werden müsse, da die dwj-Verlags-GmbH Herausgeber einer Zeitschrift mit dem Namen Vögel – Magazin für Vogelbeobachtung wäre und die AZ aufgefordert wurde, eine Unterlassungserklärung im Bezug auf den Haupttitel „Vögel“ abzugeben. Um diesen Rechtsstreit zu vermeiden, wurde sich entschlossen, den Titel ab Ausgabe 3/2009 in AZ-Vogelinfo zu ändern.

### Ziele und Aufgaben
Der Vereinszweck ist nach Satzung im Wesentlichen:
1. die Pflege und Förderung der fachkundigen Vogelhaltung und Vogelzucht
2. Bekämpfung unlauterer Machenschaften in der Vogelliebhaberei und im Vogelhandel
3. Kontakt und Zusammenarbeit mit wissenschaftlichen Institutionen, die sich mit Ornithologie beschäftigen bzw. Forschungsprojekte durchführen
4. Arterhaltung durch Zucht. Erstellen von Zuchtprogrammen für bestimmte Arten mit dem Ziel gefährdete Vogelarten zu erhalten

### Ehrungen und Preise

#### Consul-Cremer-Preis (CCP)
Der nach Carl Hubert Cremer benannte Consul-Cremer-Preis (CCP) wird als höchste Auszeichnung der Vereinigung für Artenschutz, Vogelhaltung und Vogelzucht vergeben. Der Preis besteht aus einer Medaille mit dem Porträt von Consul Cremer, dem ehemaligen Präsidenten der AZ und einer AZ-Urkunde. Der Consul Cremer Preis wurde anlässlich der AZ-Jahreshauptversammlung 1959 in Heidelberg ins Leben gerufen.
Voraussetzungen für die Vergabe sind:
1. Züchterische Sonderleistungen in der Rangfolge:
  - anerkannte, abgeschlossene Erstzuchterfolge von bisher als kaum oder nicht züchtbar geltenden Arten (Welt-, Europäische und Deutsche Erstzucht),
  - Züchtungen nachweislich seltener Arten in Folge oder als kaum züchtbar geltender Vogelarten. Weiterzüchtung mit Nachfolgegenerationen und Aufbau von Zuchtstämmen.
2. Anerkannte außergewöhnliche Leistungen auf dem Gebiet der Vogelliebhaberei einschließlich besonderer Leistungen für die AZ-Gemeinschaft.
  - Veröffentlichung eines ausführlichen Zuchtberichtes in den AZN

Die Vergabe des Consul-Cremer-Preis wurde bisher nicht vollständig dokumentiert. Die bisher bekannten Preisträger sind wie folgt vergeben:
| Jahr     | Preisträger         | Vergabe für                                                                               | Lateinischer Name                                                    |
| -------- | ------------------- | ----------------------------------------------------------------------------------------- | -------------------------------------------------------------------- |
| 1959     | Ortsgruppe Nürnberg | Gemeinschafts-Freivolieren                                                                | -                                                                    |
| 1960     | H. Arnold           | Erstzucht Wienerastrild                                                                   | Pytilia afra                                                         |
| 1961     | H. Pferdmenges      | Erstzucht Rotsteißsittich                                                                 | Northiella haematogaster haematorrhous                               |
| 1962     | K. König            | Erstzucht Bunt- und Wachtelastrilde                                                       | Ortygospiza atricollis                                               |
| 1963     | Mez                 | Erstzucht Chinasittich                                                                    | Psittacula derbiana                                                  |
| 1964     | Etterich            | Erstzucht Schwarzgesichtsittich                                                           | Psephotus dissimilis                                                 |
| 1969     | Knapp               | Erstzucht Cloncurrysittich                                                                | Barnardius barnardi macgillivrayi                                    |
| 1970     | Preußiger           | Erstzucht Blasskopfrosella                                                                | Platycercus adscitus                                                 |
| 1973     | Wolfgang de Grahl   | Buch „Papageien unserer Erde“                                                             | -                                                                    |
| 1974     | J. Schweers         | Erstzucht Rotmaskenastrild                                                                | Pytilia hypogrammica                                                 |
| 1975     | Wolfgang de Grahl   | Erstzucht Zwergara                                                                        | Ara nobilis nobilis                                                  |
| 1976 / 1 | Leopold Keidel      | Verdienste um die AZ                                                                      | -                                                                    |
| 1976 / 2 | Fritz               | Erstzucht Karmesinastrild                                                                 | Pyrenestes sanguineus                                                |
| 1977     | H. J. Geil          | Erstzucht Maximilianpapagei                                                               | Pionus maximiliani                                                   |
| 1978     | Billet              | Welterstzucht Maskenzwergpapagei                                                          | Cyclopsitta diophthalma                                              |
| 1979     | Dähne               | Welterstzucht Josephinenlori                                                              | Charmosyna josefinae                                                 |
| 1980     | Bentrup             | Deutsche Erstzucht Schwarzkappentimalie                                                   | Heterophasia capistrata                                              |
| 1981     | Willy               | Welterstzucht Edwards-Feigenpapagei                                                       | Psittaculirostris edwardsii                                          |
| 1982     | Fergenbauer         | Europäische Erstzucht Rotbauchpapagei                                                     | Poicephalus rufiventris                                              |
| 1983     | Erler               | Welterstzucht Rotkappenhäherling                                                          | Pterorhinus ruficeps                                                 |
| 1984     | Leidner             | Welterstzucht Schwarzschulter-Edelpapagei                                                 | Tanygnathus megalorynchos                                            |
| 1985     | Theo Pagel          | Welterstzucht Bronzesultanshuhn                                                           | Porphyrio alleni                                                     |
| 1986     | Joachim Steinbacher | Verdienste um die Vogelliebhaberei                                                        | -                                                                    |
| 1987     | Günter Wittenbrock  | Verdienste um die AZ                                                                      | -                                                                    |
| 1988     | R. Burkard          | Verdienste um Vogelhaltung und Zucht                                                      | -                                                                    |
| 1989     | Pollack             | Welterstzucht Purpurastrild                                                               | Pyrenestes ostrinus                                                  |
| 1990     | Mohr                | (Grund unbekannt)                                                                         | (Grund unbekannt)                                                    |
| 1993     | Dieter Vogelsänger  | EDV-Schauprogramm                                                                         | -                                                                    |
| 1994     | Ulrich Schürer      | Erhaltungszucht des Balistar im Zoo Wuppertal                                             | Leucopsar rothschildi                                                |
| 1995     | Theo Pagel          | Verdienste in der Redaktion der AZ-Nachrichten                                            | -                                                                    |
| 1996     | Georgie             | Zucht Bachpfeifdrossel                                                                    | Taxonomie unbekannt, vermutl. Myophonus                              |
| 1997     | BASF Ludwigshafen   | Vorbildliche Leistungen Vogelschutz                                                       | -                                                                    |
| 1999     | Karl-Heinz Spitzer  | Vorbildliche Leistungen um die AZ                                                         | -                                                                    |
| 2001     | Herbert Rullkötter  | Zucht des Dreibandregenpfeifer                                                            | Charadrius tricollarius                                              |
| 2002     | Heinz Adamczik      | Deutsche Erstzucht des Langschwanzedelsittich                                             | Psittacula longicauda                                                |
| 2003     | K. Delfs            | (Grund unbekannt)                                                                         | (Grund unbekannt)                                                    |
| 2004     | Tim Birkhead        | Buch „The Red Canary“                                                                     | -                                                                    |
| 2004     | Robert Peters       | (Grund unbekannt)                                                                         | (Grund unbekannt)                                                    |
| 2006     | Detlev Sudeck       | Deutsche Erstzucht des Senegal-Paradiesschnäpper                                          | Terpsiphone rufiventer                                               |
| 2007     | Willi Preitschopf   | Deutsche Erstzucht des Goldscheitelwürgers                                                | Laniarius barbarus                                                   |
| 2008     | Christian Zagler    | Deutsche Erstzucht des Pfrimers Weißohrsittich                                            | Pyrrhura pfrimeri                                                    |
| 2015     | Jens Brütting       | Zucht des Schwarzbrust-Ammerfink                                                          | Poospiza hispaniolensis                                              |
| 2016     | Wolfgang Kiessling  | Engagement im Artenschutz                                                                 | -                                                                    |
| 2017     | Markus Neumann      | Europäische Erstzuchten des Humboldtarassari und Unterarten des Elfenbeinschnabelarassari | Pteroglossus inscriptus humboldti, P.a. flavirostris und P.a. mariae |

#### Leopold Keidel-Preis
Der nach Leopold Kreidel benannte Leopold-Kreidel-Preis (LKP) wird zur Erinnerung an den ehemaligen AZ-Präsidenten jährlich seit 1984 herausgegeben. Man erhält sie für qualifizierte Mitarbeit in der AZ-Vogelinfo. Die Dotierung beläuft sich auf eine Medaille mit dem Porträt von Leopold Keidel, einer Urkunde sowie 500 Euro Preisgeld. Er kann im Jahr auf zwei Personen aufgeteilt werden und soll die Bereitschaft fördern, sich aktiv an der Mitgliedszeitschrift zu beteiligen.
Die Vergabe des Leopold-Keidel-Preis wurde entweder nicht vollständig dokumentiert oder jährlich vergeben. Die bisher bekannten Preisträger sind wie folgt vergeben:
| Jahr | Preisträger       | Preisträger       |
| ---- | ----------------- | ----------------- |
| 1984 | Theo Pagel        |                   |
| 1985 | L. Schüller       | Gerhard Hoffmann  |
| 1986 | Theo Pagel        | Jürgen Stahl      |
| 1987 | G. Vohland        | H. Schnoor        |
| 1988 | Robert Peters     |                   |
| 1989 | Strack            |                   |
| 1990 | Josef Wingens     | M. Giebing        |
| 1991 | Klaus Speicher    | Theo Vins         |
| 1995 | Jörg Ehlenbröker  |                   |
| 1996 | Manfred Ullrich   |                   |
| 1997 | Günther Oppenborn | Theo Vins         |
| 1999 | Eckhard Lietzow   | Bernhard Schuster |
| 2001 | Björn Klos        |                   |
| 2002 | M. Giebing        |                   |
| 2003 | Thomas Wendt      |                   |
| 2004 | Thomas Ratjen     | Bernhard Schuster |
| 2007 | Olaf Hungenberg   |                   |
| 2010 | Günther Oppenborn |                   |
| 2011 | Eckhard Lietzow   |                   |
| 2013 | Thomas Ratjen     | Jörg Ehlenbröker  |
| 2015 | Jörg Ehlenbröker  |                   |
| 2017 | Eckhard Denker    |                   |
| 2019 | Irene Urbasch     | Jens Brütting     |

#### Naturschutzpreis (AZNP)
Die jährliche Vergabe des AZ-Naturschutzpreises (AZNP) erfolgt für besondere Leistungen im Arten-, Natur- oder Tierschutz.
Der Preis besteht aus einer AZ-Urkunde, einer Medaille sowie bis zu 2500 €. Die Vergabe beinhaltet, dass der Empfänger über seine Leistungen in den AZ-Nachrichten vor der Vergabe zu berichten hat.
Der Preis wird an natürliche und juristische Personen, Gremien, Vereine/Verbände vergeben werden, die hierfür nicht Mitglied in der AZ sein müssen.

#### Nachwuchspreis (AZNW)
Die AZ kann jährlich den AZ-Nachwuchspreis – kurz AZNW – für die hervorragende Jugendarbeit im Rahmen einer AZ-Ortsgruppe, AZ-Landesgruppe oder auf Bundesebene, innerhalb einer AZ-Interessengemeinschaft oder durch ein AZ-Einzelmitglied vergeben.
Hierunter versteht man beispielsweise die Aktivitäten einer Jugendgruppe innerhalb einer AZ-Ortsgruppe, Kinder- bzw. Jugendprogramme anlässlich einer Ausstellung, die Zusammenarbeit mit Kindergärten und Schulen usw.
Diese Ehrung besteht aus einer Urkunde sowie bis zu 1250 € oder Sachpreisen bis zu dieser Höhe.
Über die Vergabe entscheidet der AZ-Vorstand § 8.3 der AZ-Satzung und der wissenschaftliche Beirat.